# Iris serotina
Iris serotina là một loài thực vật có hoa trong họ Diên vĩ. Loài này được Willk. miêu tả khoa học đầu tiên năm 1861.